# کانادا (کنتاکی)
کانادا (به انگلیسی: Canada) یک منطقهٔ مسکونی در ایالات متحده آمریکا است که در شهرستان پایک، کنتاکی واقع شده‌است. کانادا ۲۵۳٫۹ متر بالاتر از سطح دریا واقع شده‌است.